# Сейлем (Вірджинія)
Сейлем (англ. Salem) — незалежне місто в США,  в штаті Вірджинія. Населення — 25 346 осіб (2020).

## Географія
Сейлем розташований за координатами 37°17′7″ пн. ш. 80°3′19″ зх. д. / 37.28528° пн. ш. 80.05528° зх. д. ( 37.285333, -80.055241).  За даними Бюро перепису населення США в 2010 році місто мало площу 37,65 км², з яких 37,39 км² — суходіл та 0,26 км² — водойми.

## Демографія
Згідно з переписом 2010 року, у місті мешкали 24 802 особи в 10 045 домогосподарствах у складі 6309 родин. Густота населення становила 659 осіб/км².  Було 10832 помешкання (288/км²). 
Расовий склад населення:
| - 88,2 % — білих - 7,1 % — чорних або афроамериканців - 1,6 % — азіатів - 0,2 % — корінних американців - 1,3 % — осіб інших рас |

До двох чи більше рас належало 1,5 %. Іспаномовні складали 2,4 % від усіх жителів.
За віковим діапазоном населення розподілялося таким чином: 19,9 % — особи молодші 18 років, 63,0 % — особи у віці 18—64 років, 17,1 % — особи у віці 65 років та старші. Медіана віку мешканця становила 40,5 року. На 100 осіб жіночої статі у місті припадало 90,3 чоловіків;  на 100 жінок у віці від 18 років та старших — 86,7 чоловіків також старших 18 років.
Середній дохід на одне домашнє господарство  становив 66 844 долари США (медіана — 50 068), а середній дохід на одну сім'ю — 81 410 доларів (медіана — 62 903). Медіана доходів становила 46 464 долари для чоловіків та 35 909 доларів для жінок. За межею бідності перебувало 11,2 % осіб, у тому числі 13,0 % дітей у віці до 18 років та 7,1 % осіб у віці 65 років та старших.
Цивільне працевлаштоване населення становило 12 506 осіб. Основні галузі зайнятості: освіта, охорона здоров'я та соціальна допомога — 29,3 %, роздрібна торгівля — 11,6 %, мистецтво, розваги та відпочинок — 9,2 %, виробництво — 8,0 %.